# Spilosoma nivea
Spilosoma nivea là một loài bướm đêm thuộc phân họ Arctiinae, họ Erebidae.